# Axonopus micay
Axonopus micay är en gräsart som beskrevs av García-barr. Axonopus micay ingår i släktet Axonopus och familjen gräs.
Artens utbredningsområde är Colombia. Inga underarter finns listade i Catalogue of Life.